# Teresita Daniel
Teresita Daniel (siglo XX) fue una modelo y soprano española, elegida Miss España en 1932.

## Biografía
Nacida en los primeros años del siglo XX, fue elegida Miss España el 24 de enero de 1932. Firmó un contrato con Ford y empezó una gira promocional para anunciar un nuevo modelo de automóvil sedán.
Participó en Miss Europa. Además fue cantante soprano de fama internacional: una de las sus más importantes exhibiciones fue el 10 de febrero de 1933 en Gijón, y antes en París.